# Карл Леврік
Карл Леврік (нім. Karl Löwrick; 8 листопада 1894 — 8 квітня 1945) — німецький воєначальник, генерал-лейтенант вермахту. Кавалер Лицарського хреста Залізного хреста з дубовим листям.

## Біографія
Учасник Першої світової війни. 19 березня 1920 року демобілізований і вступив у поліцію. 16 березня 1936 року переведений на службу у вермахт, командир роти. В 1938/39 роках служив у центральному апараті ОКГ. З 25 вересня 1939 року — командир 3-го батальйону 272-го піхотного полку. Учасник Французької кампанії і німецько-радянської війни. З 21 серпня 1941 року — командир свого полку. Відзначився у боях під Холмом. З 13 вересня 1942 по 3 вересня 1943 року — командир 43-ї, з 1 жовтня 1943 по 20 червня 1944 року — 93-ї піхотної, з 15 лютого 1944 року — 542-ї гренадерської (з 12 вересня 1944 року — піхотної, з 9 жовтня 1944 року — народно-гренадерської) дивізії. Загинув в автокатастрофі.

## Нагороди
- Залізний хрест
  - 2-го класу (9 травня 1915)
  - 1-го класу (18 вересня 1917)
- Почесний хрест ветерана війни з мечами
- Медаль «За вислугу років у Вермахті» 4-го, 3-го, 2-го і 1-го класу (25 років)
- Пам'ятна військова медаль (Угорщина)
- Застібка до Залізного хреста
  - 2-го класу (14 червня 1940)
  - 1-го класу (20 червня 1940)
- Лицарський хрест Залізного хреста з дубовим листям
  - лицарський хрест (5 серпня 1940)
  - дубове листя (№ 247; 17 травня 1943)
- Медаль «За зимову кампанію на Сході 1941/42»
- Відзначений у Вермахтберіхт (8 лютого 1945)